# Amir Naderi
Amir Naderi (en persa: امیر نادری  (pronunciación en persa: /æˈmiːr-e naːdeˈriː/), nacido el 15 de agosto de 1946 en Abadán) es un director de cine, guionistay fotógrafo iraní, más conocido por The Runner y Vegas: Based on a True Story.

## Carrera
Amir Naderi creció en Abadán, como parte de la clase obrera de la ciudad portuaria en el sur de Irán. Se interesó en la fotografía y el cine a una edad temprana. Como cineasta fue inspirado por la fotografía de experiencia urbana y vida cotidiana de Henri Cartier-Bresson, así como la estética del cine neorrealista italiano, tales como la ubicación de disparo, el uso de actores no profesionales, menos tenso estructuras narrativas, y un enfoque en la difícil situación de los pobres y de la clase trabajadora. Sus primeros filmes exploraban temas similares y estrategias visuales, pero realizados en el contexto de la vida y cultura de los iraníes. Naderi debutó como director con Adiós Amigo en 1971. El erudito iraní Hamid Naficy citó la película Harmonica de Naderi como un ejemplo importante de cómo las películas iraníes prerrevolucionarias se esforzaban para representar la experiencia de clase baja y sus luchas sin incurrir en sanciones del estado o enfadar a los censores.
Para algunos autores, el reconocimiento de los directores iraníes en la escena internacional comenzó con Davandeh, una película de Naderi de 1985, que recibirió premios en todos los festivales internacionales.
Naderi continuó haciendo películas después de la revolución iraní. Su  película de 1984 El Corredor es una de los principales películas de este período en el cine iraní. El Corredor ganó un amplio reconocimiento crítico en el circuito de festival internacional de cine y atrajo la mayor atención convirtiéndose en el célebre "postrevolucionario art-house" del cine en Irán. El Corredor y otras películas suyas de la década de 1980 ayudaron a desarrollar y promover algunas estrategias visuales y narrativas que también aparecen en las obras de otros directores de cine iraníes. Sin embargo, estas películas ya aludian y anticipaban el deseo del  director de salir de Irán, Hamid Naficy las llamaba películas del "proto-exilio". En la década de 1990, Naderi emigró a los Estados Unidos.
El estudioso del cine Alla Gadassik sostiene que las películas de Naderi antes y después de su traslado a Norteamérica comparten una preocupación por el desplazamiento, la fragmentación de los espacios y la soledad. Las películas también destacan la importancia de la experiencia sensorial y corporal de la resistencia en la localización del hogar en el mundo. En esto, los trabajos de Naderi son ejemplo de los más amplios temas y motivos de la diáspora iraní en el cine.
Debido a una menor distribución y presupuestos publicitarios, sus películas no son tan conocidas como la mayoría de las cintas de Hollywood. A pesar de eso y la falta de actores reconocibles en la mayoría de sus películas, su trabajo tiende a encontrar distribución (principalmente en Europa y Japón), y ha ganado una gran cantidad de elogios de la crítica. Sus películas y fotografías también son frecuentemente objeto de retrospectiva en los principales festivales y museos de todo el mundo. El Lincoln Center en Nueva York, la ciudad que ha sido su hogar durante los últimos 20 años, ofrece una completa retrospectiva de su obra en el año 2001, como lo hizo el Museo Internacional de Cine de Turín, Italia, en 2006. La más reciente retrospectiva de su obra se proyectó en el Busan International Film Festival, el más grande de Asia. Naderi ha servido como miembro del jurado de los festivales internacionales de cine por más de una década.
Su película de 2011 Corte fue rodada íntegramente en Japonés y las estrellas Hidetoshi Nishijima.
Amir Naderi sigue produciendo obras de la nueva generación de directores de cine como Condición (2011) de Andrei Severny, Hamsayeh (2010) de Naghmeh Shirkhan y Orphans (2007) de Ry Russo-young.

## Filmografía
Como director
- 2008 Vegas: Based on a True Story
- 2005 Sound Barrier
- 2002 Marathon
- 1997 A, B, C... Manhattan
- 1993 Manhattan by Numbers
- 1989 Aab, baad, khaak
- 1985 Davandeh
- 1984 Barandeh
- 1881 Jostoju-ye dovvom
- 1980 Jostoju
- 1978 Marsieh
- 1978 Sakhte Iran
- 1874 Entezar
- 1974 Saz Dahani
- 1974 Tangsir
- 1973 Tangna
- 1971 Khodahafez rafigh

## Premios y nominaciones
Festival Internacional de Cine de Venecia
| Año  | Categoría                             | Película                     | Resultado |
| ---- | ------------------------------------- | ---------------------------- | --------- |
| 2008 | Premio CinemAvvenire - mejor película | Vegas: Based on a True Story | Ganador   |
| 2016 | Premio Jaeger-LeCoultre               | -                            | Ganador   |